# Общество психических исследований
«Общество психических исследований» (ОПИ; англ. The Society for Psychical Research: SPR) — британская некоммерческая общественная организация, образованная в 1882 году в Лондоне сэром Уильямом Барреттом и Эдмунд Доусоном Роджерсом с целью научного изучения явлений и человеческих способностей, которые принято называть «психическими» или паранормальными. В числе основателей общества были известные учёные и мыслители своего времени: Эдмунд Гёрней, Фредерик У. Г. Майерс, Генри Сиджвик, сэр Уильям Крукс.

## История
Первым обществом, поставившим перед собой задачу начать объективное научное изучение явлений, связанных со спиритуализмом, было Психологическое общество Великобритании (англ. Psychological Society of Great Britain), основанное в 1875 году А. Коксом. После его смерти в 1879 году общество было распущено, а 6 января 1882 года некоторые его участники собрались под председательством сэра Уильяма Баррета. 20 февраля того же года ОПИ начало свою деятельность — под руководством своего первого избранного президента, Генри Сиджвика, профессора Кембриджского университета.
Профессор Сиджвик в своём первом президентском обращении к членам Общества 17 июля 1882 года заявил:
Все мы согласны с тем, что настоящее положение вещей постыдно для эпохи просвещения, в которую мы живём. Мы до сих пор дискутируем на тему о реальности этих необыкновенных явлений, научную ценность которых трудно оценить. По утверждению весьма авторитетных свидетелей, только десятая их часть может оказаться истинной. Хотя многие из очевидцев и сообщили о своей полной убеждённости в истинности происходящего, а многие другие глубоко заинтересованы в большей определённости в этом вопросе, тем не менее образованная часть человечества в массе своей до сих пор находится в плену собственной недоверчивости.Профессор Г. Сиджуик
Первым делом Общество создало шесть подкомитетов для изучения: а) передачи мысли (телепатии — в терминологии, предложенной Майерсом), б) месмеризма, гипнотизма и родственных явлений, в) «экстрасенсов» (Sensitives) и медиумов, г) видений и привидений всех типов, д) левитации, материализации и других видов физического медиумизма, е) для сбора информации и исторических сведений по всем этим предметам и темам. Общество начало свою работу с экспериментального исследования передачи мысли на расстоянии и установило, что она «есть неоспоримый факт».
Камнем преткновения явился вопрос о «физическом медиумизме». Обществом был сделан вывод, точно повторявший формулировки Диалектического общества (1869). По мнению Э. Т. Беннетта, секретаря ОПИ на протяжении двадцати лет,
... это направление исследований не принесло, без всяких преувеличений, абсолютно никаких результатов. Точнее, результаты оказались обратно пропорциональны сложности рассматриваемого явления. Что касается бесконтактного движения столов и других предметов, возникновения стука и видимого свечения, то члены Общества не имели чёткого мнения о вмешательстве разумных духов и их суждение осталось таким же невнятным, как и двадцать лет тому назад.Э. Беннетт
Уже в 1883 году между ОПИ и британскими спиритуалистами наметились серьёзные разногласия, отражённые в известной публикации журнала «Лайт», где критиковалась «бездуховность» научного подхода к проблеме. «Побеседовав со всеми членами Общества, мы выяснили, что оно изучает только кости и мускулы, не вникая в устройство душ и сердец», — говорилось в редакционной статье журнала.
Раскол произошел и в самом Обществе: с одной стороны, Уильям Крукс, Оливер Лодж и Фредерик У. Майерс стояли на позициях, близких к спиритуалистским. С другой стороны, сформировался лагерь «непримиримых» во главе с Сиджвиком. После публикации статьи последнего под названием «Мистер Иглинтон» в 1886 году разразился скандал; для публикации протестующих отзывов пришлось даже выпустить специальное приложение к «Лайт», редакционную статью в котором написал Стейнтон Мозес, его главный редактор.
С другой стороны, после того, как общество изучило явление, известное как «перекрёстная переписка» (пригласив к сотрудничеству медиума Леонору Пайпер), и сделало вывод о реальном существовании этого феномена, спиритуалисты восторжествовали, а Э. Доусон-Роджерс в своей речи 24 октября 1901 года заявил:
Наши друзья из ОПИ (или, по крайней мере некоторые из них) присоединились сегодня к нашему лагерю... Первым делом следует отметить нашего верного друга - мистера Фредерика Мейерса, который самолично установил спиритическую природу тех явлений, свидетелем которых он оказался. Затем доктора Ходсона. Те из вас, кто долгое время следил за ходом исследований, безусловно, помнят, насколько серьёзно он относился к этому предмету. Его можно сравнить с Саулом, преследовавшим христиан. Самостоятельно проведя исследования способностей миссис Леоноры Пайпер, он перешёл на нашу сторону, честно и бесстрашно провозгласив себя новообращённым последователем идей спиритуализма.Э. Доусон-Роджерс
В 1898 году Джеймс Гарви Гейслоп, профессор логистики и этики Колумбийского университета, сменил доктора Ходсона в качестве главного эксперта Общества. Начав убеждённым скептиком, он также резко изменил свою позицию после того, как при посредничестве миссис Пайпер пообщался сначала с покойными отцом и братом, а в 1905 году — с самим Ходсоном, незадолго до этого скончавшимся. Гейслоп оставил отчёты о 205 случаях подобных бесед, сам он был свидетелем и участником 152 из них. В ходе изучения «перекрёстной переписки» постепенно на позиции спиритуализма перешли учёные, прежде занимавшие материалистическое позиции: Джозеф Максвелл и Шарль Рише.
Кроме «перекрёстной переписки», Общество проанализировало и некоторые
другие явления, связанные со спиритизмом, в частности, историю с так называемым «Ухом Дионисия» (эта фраза впервые появилась в записях некой миссис Уиллет в 1910 году и имела отношение к одноименной каменоломне в Сиракузах, а затем возникла в посмертных посланиях доктора Веролла и профессора С. Г. Батчера из Эдинбурга), а также деятельность медиума Евы К. и «спиритического фотографа» Хоупа.
По свидетельству А. Конан Дойля,
Общество… служило своеобразным «чистилищем» психических идей. Это была лишь промежуточная станция на пути тех, кто с интересом относился к предмету, но всё ещё пугался более глубокого изучения такой радикальной философии, как спиритуализм. Среди членов общества наблюдались постоянные колебания – от полного его отрицания до полного принятия. Очевидно, что череда президентов – стойких последователей спиритуализма – являлась гарантией того, что антиспиритические настроения Общества никогда не принимали форму полной нетерпимости. Как и всё человечество в целом, О.П.И. достойно как похвалы, так и критики. Если в его истории и встречались тёмные периоды, то наряду с этим случались и яркие события. Оно постоянно боролось за право называться истинно спиритуалистическим Обществом, придерживаясь хотя и критической, но объективной, по его мнению, точки зрения.А. Конан Дойль

## ОПИ сегодня
Общество психических исследований возглавляет Президент (в настоящее время этот пост занимает Ричард С. Бротон ), а также Совет, насчитывающий двадцать членов. Штаб-квартира Общества располагается в Лондоне, на Марлоус-роуд (её первый адрес — Dean’s Yard, 14). В Британии организация имеет два отделения, лондонское и кембриджское (во втором из них хранятся архивы).
ОПИ продолжает собирать и классифицировать факты и результаты исследований паранормальных явлений, о чем регулярно сообщает в ежеквартальном журнале Journal of the Society for Psychical Research (JSPR). ОПИ издает также альманах SPR Proceedings (выходящий нерегулярно) и журнал Paranormal Review, а кроме того, проводит ежегодную научную конференцию. Аналогичные организации существуют во Франции (French Society for Psychical Research) и в США (American Society for Psychical Research, издающее «Journal of the American Society for Psychical Research», JASPR).

### Президенты ОПИ
- 1882—1884: Генри Сиджуик (1838—1900), философ
- 1885—1887: Бальфур Стюарт (1828—1887), физик
- 1888—1892: Генри Сиджуик
- 1893: Артур Бальфур (1848—1930), позже — премьер-министр Великобритании, автор известной Декларации Бальфура
- 1894—1895: Уильям Джеймс (1842—1910) психолог, философ
- 1896—1899: сэр Уильям Крукс (1832—1919), физик, химик
- 1900: Фредерик У. Г. Майерс (1843—1901), филолог, философ
- 1901—1903: сэр Оливер Лодж (1851—1940), физик
- 1904: сэр Уильям Ф. Барретт (1845—1926), физик
- 1905: Шарль Р. Рише (1850—1935), физиолог, лауреат Нобелевской премии
- 1906—1907: Джеральд Бальфур (1853—1945), политик, брат Артура Бальфура
- 1908—1909: Элинор Сиджуик (1845—1936), математик, жена Генри Сиджуика, сестра Артура Бальфура
- 1910: Генри Артур Смит (1848—1922), юрист
- 1911: Эндрю Лэнг (1844—1912), антрополог, писатель
- 1912: Уильям Бойд Карпентер (1841—1918), епископ англиканской церкви
- 1913: Анри Бергсон (Henri Bergson, 1859—1941) философ, лауреат Нобелевской премии по литературе, 1927
- 1914: Фердинанд Кэннинг Скотт Шиллер (1864—1937), философ
- 1915—1916: Джордж Гилберт Эйми Мюррей (1866—1957), филолог
- 1917—1918: Лоуренс Пирсолл Джекс (1860—1955), профессор философии в Оксфорде
- 1919: Джон Страт, Третий барон Рэйли (1842—1919), физик, лауреат Нобелевской премии 1904 года
- 1920—1921: Уильям Макдугалл (1871—1938), психолог
- 1922: Томас Уолтер Митчелл (1869—1944), главный редактор британского журнала по медицинской психологии
- 1923: Камилль Фламмарион (1842—1925), астроном
- 1924—1925: Джон Джордж Пиддингтон (1869—1952), бизнесмен
- 1926—1927: Ханс Дриш (Hans Driesch, 1867—1941), германский биолог и натуралист
- 1928—1929: сэр Лоуренс Джонс (1885—1955)
- 1930—1931: Уолтер Франклин Принс (1863—1934), священнослужитель
- 1932: Элинор Сиджуик и Оливер Лодж
- 1933—1934: Эдит Литтлтон (урожденная Бальфур, 1865—1948), драматург
- 1935—1936: К. Д Броуд (1887—1971), философ
- 1937—1938: Роберт Страт, Четвертый барон Рэйли (1875—1947), физик
- 1939—1941: Генри Хэберли Прайс (1899—1984), философ
- 1942—1944: Роберт Г. Тюлесс (Robert Henry Thouless, 1894—1984), психолог
- 1945—1946: Джордж Н. М. Тайрелл (George N. M. Tyrrell, 1879—1952), математик
- 1947—1948: Уильям Генри Солтер (1880—1969), юрист
- 1949: Гарднер Мёрфи (1895—1979), психолог
- 1950—1951: Сэмюэл Джордж Соул (1889—1975), математик
- 1952: Гилберт Мюррей
- 1953—1955: Фредерик Стрэттон (1881—1960), астрофизик, профессор Кембриджа
- 1956—1958: Гай Уильям Лэмберт (1889—1984), дипломат
- 1958—1960: К. Д. Броуд
- 1960—1961: Г. Х. Прайс
- 1960—1963: Эрик Робертсон Доддз (1893—1979), профессор в Бирмингеме и Оксфорде
- 1963—1965: Дональд Джеймс Уэст, психиатр и криминолог
- 1965—1969: сэр Алистер Харди (1896—1985), зоолог
- 1969—1971: У. А. Х. Раштон (1901—1980), физиолог, профессор Кембриджа
- 1971—1974: КлементУильям Кеннеди Мандл, философ
- 1974—1976: Джон Белофф (1920—2006), психолог, Эдинбургский университет
- 1976—1979: Артур Дж. Эллисон (1920—2000), технолог
- 1980: Джозеф Б. Райн (Joseph Banks Rhine, 1895—1980), биолог и парапсихолог
- 1980: Луиза Элла Райн (1891—1983), парапсихолог, жена Джозефа Райна
- 1981—1984: Артур Дж. Эллисон
- 1984—1988: Дональд Дж. Уэст
- 1988—1989: Иэн Стивенсон (1918—2007), психиатр
- 1989—1992: Алан Гоулд, психолог
- 1993—1995: Арчи Рой, профессор астрономии, Глазго, основатель Шотландского ОПИ в 1987 году
- 1995—1998: Дэвид Фонтана, профессор психологии Кардифского университета
- 1998—1999: Дональд Дж. Уэст (1963, 1984)
- 2000—2004: Бернард Карр, профессор математики и астрономии, Лондонский университет
- 2005—2007: Джон Пойнтон, Биолог
- 2007 — 2011: Дебора Делануа, парапсихолог
- 2011 — по настоящее время: Ричард С. Бротон, старший преподаватель кафедры психологии в Университете Нортгемптон, Великобритания